# Cordiaceae
Famille
Les Cordiaceae  (Cordiacées) sont une famille tropicale de plantes à fleurs validée par la classification APG IV. Elle  appartient à l'ordre des Boraginales (et auparavant à la famille des Boraginaceae). Elle comprend 2 genres.

## Liste des genres
Selon Tropicos :
- Cordia L.
- Varronia P. Browne

Notons que le genre Coldenia L.  est proche du genre Cordia.